# إليزابيث مكاليستر
إليزابيث مكاليستر (بالإنجليزية: Elizabeth McAlister)‏ (المولودة في 17 نوفمبر من عام 1939)، والمعروفة أيضًا باسم ليز مكاليستر، هي ناشطة سلام أمريكية، وراهبة سابقة من رهبان قلب مريم العذراء الأقدس. تزوجت من فيليب بيريجان، وطُردت من الكنيسة الكاثوليكية. قضت مكاليستر وقتًا في السجن بسبب أعمال اللاعنف المتمثلة بالعصيان المدني.

## حياتها المبكرة
كان اسم ليز مكاليستر عندما ولدت مورين مكاليستر، وكان والداها مهاجرَين إيرلنديين يعيشان في مونتكلير، في نيوجرسي. كانت تنشئتها بالإضافة إلى شقيقتها التوأم كاثرين آمنة، وانتسبتا إلى أكاديمية لاكوردير. التحقت الأختان بعد التخرج بماريماونت كوليدج، في تاريتاون. كان لا يزال اسمها مورين خلال سنتها الثانية في الكلية، ودخلت حينها حياة الرهبنة مع رهبان قلب مريم العذراء الأقدس (أر إس إتش إم). وفي يونيو من عام 1961، أصبحت الأخت إليزابيث مكاليستر. أكملت مكاليستر دراستها في هانتر كوليدج، وتخرجت حاملة درجة الماجستير في الفن. وعادت لتدرّس تاريخ الفن في ماريماونت كوليدج في عام 1963.

## حياة الاحتجاج والشهادة

### فيليب بيريجان
عندما كانت مدرّسة في ماريماونت كوليدج، انخرطت مكاليستر في مظاهرات السلام والصلوات الليلية ضد حرب فيتنام. قابلت مكاليستر في هذا التجمع فيليب بيريجان، الذي جاء ليخطب ويتظاهر في تاريتاون، في نيويورك. ووفقًا لفريدا بيريجان ابنة مكاليستر، فإنّ الاثنين التقيا في «جنازة عام 1966»، على الرغم من وجود تقارير تشير إلى أنّ مكاليستر وبيريجان سارا في نفس الدوائر منذ عام 1964. تزوج فيليب بيريجان ومكاليستر في أوائل عام 1969 «بقبول متبادل». كان ينتظر بيريجان في ذلك الوقت الحكم بخصوص سفك الدم الحاصل بسبب ملفات التجنيد الإجباري في دائرة جمارك الولايات المتحدة في بالتيمور.

### هاريسبورغ سيفن
تواصل كل من مكاليستر وبيريجان عن طريق سجين زميل لبيريجان اسمه بويد دوغلاس، بينما كان بيريجان في السجن الفيدرالي بسبب تورطه في قضية كاتونسفيل ناين (تسعة نشطاء حرقوا ملفات التجنيد الإجباري احتجاجًا على حرب فيتنام)، سُمح لبويد دوغلاس باستقبال الزوار أثناء الاستراحة من العمل. كان دوغلاس مخبرًا في مكتب التحقيقات الفدرالي، وسلّم محتويات رسائل بيريجان ومكاليستر إلى السلطات. أدّت هذه الرسائل التي تضمنت خططًا حديثة لاختطاف هنري كسنجر إلى مقاضاة كل من مكاليستر، وبيريجان، وخمسة أشخاص أخرين، وقد عُرفوا بهاريسبورغ سيفن.

### الحرمان الكنسي والزواج
تحدث بيريجان وكتب حول أهمية أن يكون الناشط أعزبًا، إلّا أنه تخلى عن موقفه السابق ضد التورط في الرومنسية بسبب مكاليستر. تزوج بيريجان ومكاليستر «ارتباط شهود» في يناير عام 1972 عندما كان بيريجان في السحن. وبعد إطلاق سراحه المشروط في 28 مايو من عام 1973، كان زواجهما قانونيًا، وطُردوا من الكنيسة الكاثوليكية. أنجبت رفقة بيريجان ثلاثة أطفال: فريدا، وجيري، وكايت. واصل كل من مكاليستر وبيريجان نشاطهما، وسُجنوا بسبب عصيانهم المدني. أمضى بيريجان ومكاليستر ما مجموعه إحدى عشر عام في السجن منفصلَين، خلال فترة زواجهما التي استمرت اثنان وعشرين عامًا.

## منزل يونان والحياة اللاحقة
أسس كل من بيريجان ومكاليستر منزل يونان في عام 1973. وكان منزل يونان الذي دُعي مجتمع المقاومة عبارة عن كومونة، وقد عاشت عائلة بيريجان-مكاليستر في الطابق الأرضي من منزل بالتيمور المشترك. ربّوا أطفالهم الثلاثة هناك، بمساعدة النشطاء الآخرين من ذلك المجتمع. انتقل منزل يونان في عام 1996 إلى منزل يطل على مقبرة القديس بطرس، وكان أعضاء المجتمع يعتنون بالأراضي. تبرع أفراد عائلة بيريجان واًصدقائهم بمجموعات وسجلات مميزة تضم مجموعات من الأرواق والمطبوعات لجامعة دي بول. تضمنت هذه المجموعات قصاصات أخبار متعلقة بحياة مكاليستر وأعمال الاحتجاج، بالإضافة إلى الرسائل الشخصية التي كتبتها مكاليستر. تضمنت مكتبة بيريجان كتب مكاليستر الشخصية، وبعض التعليقات التي كانت قد كتبتها بيدها.

## وصلات خارجية
- Philip Berrigan and Elizabeth McAlister papers
- Collection on Peace Activism